# Tierra firme
| Críticas profissionais | Críticas profissionais |
| Avaliações da crítica  | Avaliações da crítica  |
| Fonte                  | Avaliação              |
| ---------------------- | ---------------------- |
| Allmusic               | 4 de 5 estrelas.       |

Tierra Firme é o sétimo álbum de estúdio do cantor porto-riquenho Luis Fonsi, lançado em 28 de Junho de 2011 pela gravadora Universal Music Latino.

## Faixas
| Tierra Firme — Edição standard |                       |                                                                    |         |  |
| N.º                            | Título                | Compositor(es)                                                     | Duração |  |
| 1.                             | "Explicame"           | Jackie DeShannon Luis Fonsi Mónica Vélez Donna Weiss Armando Ávila | 3:45    |  |
| 2.                             | "Respira"             | Cláudia Brant Fonsi Gen Rubin                                      | 4:18    |  |
| 3.                             | "Díme Que No"         | Brant Fonsi                                                        | 4:09    |  |
| 4.                             | "Gritar"              | Brant Fonsi                                                        | 4:09    |  |
| 5.                             | "Nunca Digas Siempre" | Fonsi Noel Schajris Vélez                                          | 4:35    |  |
| 6.                             | "Me Gustas Tú"        | Fonsi José Luís Ortega                                             | 3:26    |  |
| 7.                             | "Vuelve a Mi Lado"    | Fonsi Ettore Grenci Vélez                                          | 3:57    |  |
| 8.                             | "El Anillo y la Flor" | Fonsi Juan Carlos Pérez-Soto                                       | 3:54    |  |
| 9.                             | "Claridad"            | Giancarlo Bigazzi Oscar Gomes Díaz Umberto Tozzi                   | 4:04    |  |
| 10.                            | "Se Supone"           | Brant Fonsi                                                        | 6:32    |  |
| Duração total:                 | Duração total:        | Duração total:                                                     | 42:49   |  |

| Tierra Firme — Edição deluxe |                                  |                         |         |  |
| N.º                          | Título                           | Compositor(es)          | Duração |  |
| 11.                          | "A Un Paso de Tenerte"           | Brant Fonsi Ferras      | 3:31    |  |
| 12.                          | "Víctima"                        | Brant Fonsi Biancanello | 4:04    |  |
| 13.                          | "Renacer"                        | Fonsi Vélez             | 3:58    |  |
| 14.                          | "Gritar (feat. Banda El Recodo)" | Fonsi Brant             | 4:07    |  |
| 15.                          | "Claridad"                       | Bigazzi Tozzi           | 5:05    |  |
| 16.                          | "Gritar"                         | Fonsi Brant             | 4:08    |  |
| Duração total:               | Duração total:                   | Duração total:          | 67:38   |  |

## Charts
| Chart (2011)               | Posição |
| -------------------------- | ------- |
| Billboard 200              | 56      |
| Billboard Top Latin Albums | 1       |
| Billboard Latin Pop Albums | 1       |
| Espanha (PROMUSICAE)       | 1       |
| México (AMPROFON)          | 32      |
| Venezuela (AVINPRO)        | 1       |